# Коукал ангольський
Коука́л ангольський (Centropus cupreicaudus) — вид зозулеподібних птахів родини зозулевих (Cuculidae). Мешкає в Центральній Африці.

## Опис

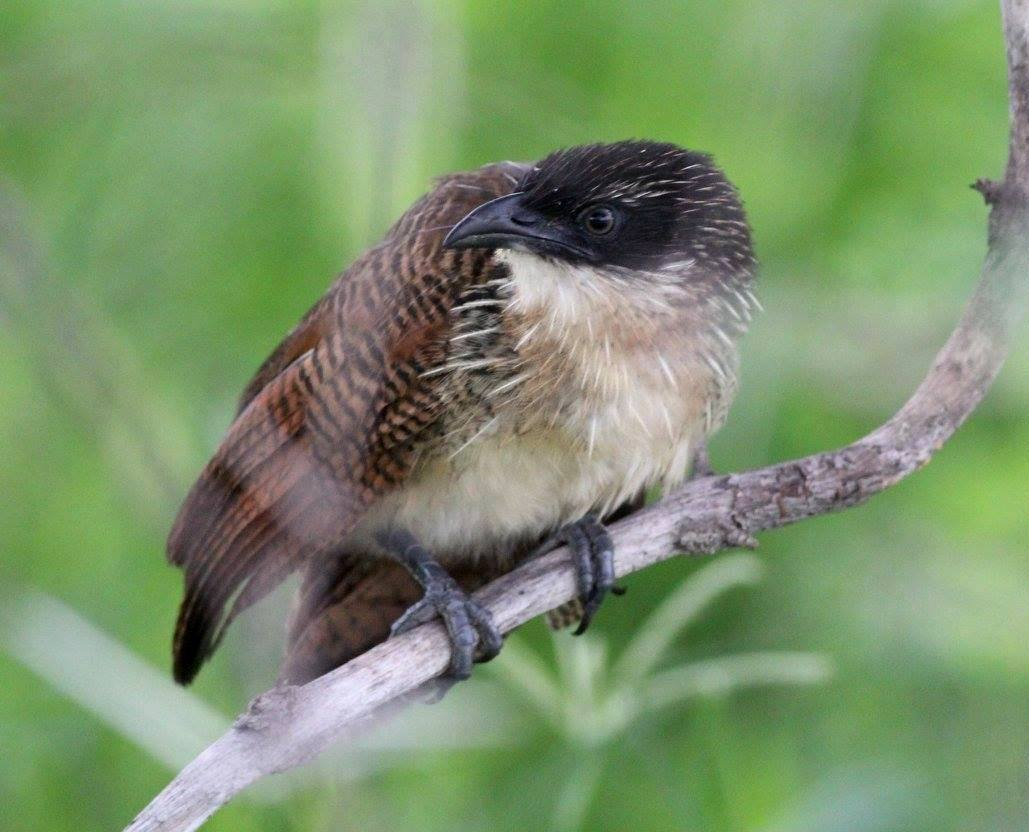
Молодий ангольський коукал (Намібія)

Довжина птаха становить 42—52 см, враховуючи довгий хвіст, вага 240—340 г. Самиці є дещо більшими за самців. Голова, задня частина шиї і верхня частина спини чорні з фіолетовим відблиском, решта верхньої частини тіла рудувато-коричнева. нижня частина тіла біла або кремова. Хвіст чорнувато-бурий з мідним відблиском. Очі червоні, дзьоб міцний, вигнутий, чорний, лапи міцні, чорні. У молодих птахів забарвлення дещо тьмяніше, відблиск в оперенні відсутній, голова поцяткована світлими смугами, верхня частина тіла поцяткована чорними смугами, хвіст смугастий.

## Підвиди
Виділяють два підвиди:
- C. c. songweensis Benson, 1948 — Південна Танзанія;
- C. c. cupreicaudus Reichenow, 1896 — від півдня ДР Конго і південного заходу Танзанії до Анголи, Північної Ботсвани і Малаві.

## Поширення і екологія
Ангольські коукали мешкають в Танзанії, Демократичній Республіці Конго, Анголі, Замбії, Зімбабве, Малаві, Мозамбіку, Намібії і Ботсвані. Вони живуть на вологих луках, зокрема на заплавних, на болотах, в очеретяних заростях на берегах річок і озер. Зустрічаються на висоті до 1250 м над рівнем моря.

## Поведінка
Ангольські коукали є територіальними птахами протягом всього року, є найбільш активними на світанку і ввечері. Вони ведуть переважно наземний спосіб життя, живляться земноводними, рибою, дрібними птахами, плазунами і гризунами, а також безхребетними, зокрема кониками, крабами і равликами. Також ангольські коукали живляться мертвою рибою та іншим падлом, іноді зеленою рослинністю. Вони розорюють гнізда ткачиків і ковтають африканських перепілок. Ангольські коукали є моногамними птахами. Сезон розмноження триває з березня по травень. Гніздо куполоподібне, робиться з трави, очерету і гілок, встелюється листям, розміщується низько в очереті. В кладці від 2 до 4 яєць. Пташенята покидають гніздо через 17 днів після вилуплення.